# Âge du bronze final

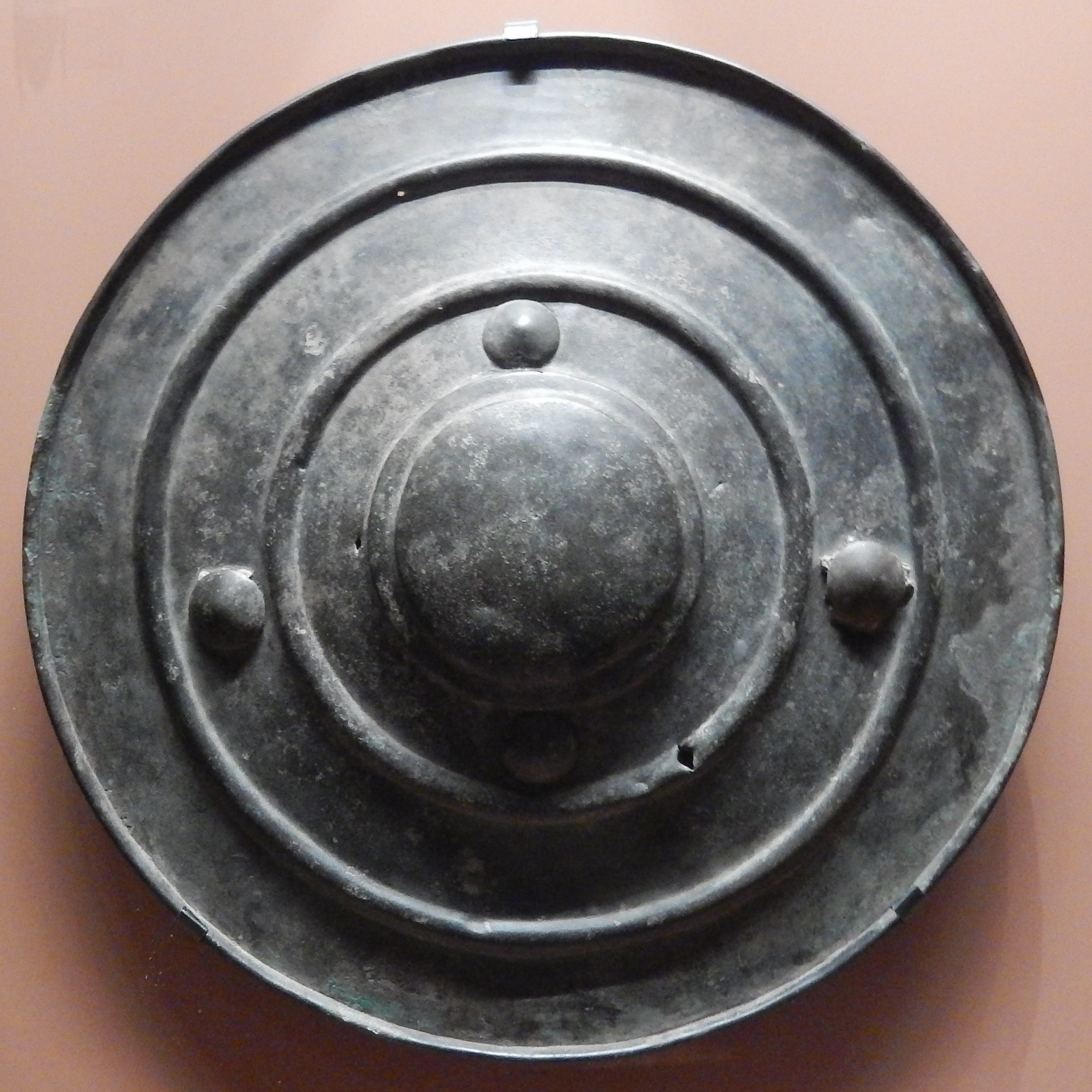
Le bouclier de Wittenham, Bronze récent, 1400 - -700, Oxfordshire, Angleterre

L'Âge du bronze final, ou Âge du bronze récent, constitue la dernière partie de l'Âge du bronze dans les régions qui ont développé anciennement la métallurgie du bronze, à savoir l'Eurasie et l'Afrique du Nord. Il correspond à des époques différentes selon les continents et les régions considérées.

## Chronologie
L'Âge du fer succède à l'Âge du bronze final vers 1200 av. J.-C. en Anatolie, vers 1050 av. J.-C. en Grèce, vers 900 av. J.-C. en Italie, à partir de 800 av. J.-C. dans le reste de l'Europe, et vers 500 av. J.-C. en Chine, où la transition entre bronze et fer est toutefois difficilement perceptible.

## Proche-Orient
Le Bronze final est marqué dans tout le Proche-Orient et en Grèce par l'effondrement de l'âge du bronze récent, qui voit la disparition brutale de plusieurs empires, royaumes et cités-états, sur une période allant d'environ 1200 à 1170 av. J.-C..

## Grèce
En Grèce, le Bronze final correspond à la civilisation mycénienne (d'environ 1650 à 1180 av. J.-C.) et au début des Siècles obscurs.

## Europe de l'Ouest
En Europe de l'Ouest, le Bronze final est notamment marqué par la culture des champs d'urnes et par le début de la culture de Hallstatt. La diffusion des champs d'urnes est parfois associée à une première expansion des peuples celtes.

## Chine
En Chine, le Bronze final correspond plus ou moins à la période des Zhou de l'Ouest (d'environ 1045 à 771 av. J.-C.) et à la période des Printemps et Automnes (de 771 à 453 av. J.-C.). Le bronze est toutefois resté largement en usage, en concurrence avec le fer, au-delà de cette période.